# Viaje sentimental (película)
 Viaje sentimental  es una película de Argentina filmada en colores dirigida por Verónica Chen sobre su propio guion que fue exhibida en el Buenos Aires Festival Internacional de Cine Independiente de 2010 y  estrenada comercialmente en el Cine Malba el 5 de diciembre de 2010. Es un filme documental en el cual la directora va exponiendo sus sentimientos, memorias y confidencias acompañándose con fotografías, imágenes de viaje y canciones.

## Sinopsis
Comenzando con Chen en una habitación de hotel (como hay tantas) en Róterdam, va desarrollando apoyada en fotografías, imágenes en movimiento,  frases impresas, música y canciones, sus sentimientos, memorias y confidencias que alcanzan, incluso, a su propia y conflictiva historia familiar.

## Comentarios
Diego Batlle en el sitio web otroscines.com opinó:

” El diario de viaje(s) de Verónica Chen hace dialogar un texto informativo y subjetivo con fotografías sonoras, cuya continuidad muy pensada y una duración en la pantalla musicalmente exacta lo convierten en un objeto cinematográfico desafiante, que ninguna proyección de diapositivas podría emular. Pero si este film fascina por la audacia de la propuesta elegida y asumida, también conmueve por la intensidad de la soledad y el despojamiento que trasunta la errancia del que es crónica.”